# Вечное нападение
«Вечное нападение» — разновидность позиционной ничьей, а также тема в шахматном этюде. Слабейшая сторона спасается путём непрерывного преследования одной или нескольких фигур соперника, лишая его тем самым необходимого темпа, чтобы использовать своё материальное и/или позиционное преимущество.
«Вечное нападение» допускает несколько разных мотивировок — стремление к размену неприятельской фигуры, отвлечение её от определённого участка доски, достижение пата в случае принятия жертвы («бешеная фигура»).
Различают несколько разновидностей «вечного нападения».
1. вечный шах;
2. вечное преследование одной фигуры противника;
3. попеременное нападение на две фигуры противника;
4. взаимное нападение

Встречается разновидность «вечного нападения», когда слабейшая сторона заставляет соперника под угрозой мата или пата осуществить «вечное нападение».
В шахматных этюдах «вечное нападение» может осуществляться не только в действительном решении, но и в ложной игре.

## Примеры
|   | a | b | c | d | e | f | g | h |   |
| - | --- | --- | --- | --- | --- | --- | --- | --- | - |
| 8 | a7 чёрная пешка · a5 чёрный король · d4 белая пешка · a3 белая пешка · d2 белый король · a1 чёрный конь | a7 чёрная пешка · a5 чёрный король · d4 белая пешка · a3 белая пешка · d2 белый король · a1 чёрный конь | a7 чёрная пешка · a5 чёрный король · d4 белая пешка · a3 белая пешка · d2 белый король · a1 чёрный конь | a7 чёрная пешка · a5 чёрный король · d4 белая пешка · a3 белая пешка · d2 белый король · a1 чёрный конь | a7 чёрная пешка · a5 чёрный король · d4 белая пешка · a3 белая пешка · d2 белый король · a1 чёрный конь | a7 чёрная пешка · a5 чёрный король · d4 белая пешка · a3 белая пешка · d2 белый король · a1 чёрный конь | a7 чёрная пешка · a5 чёрный король · d4 белая пешка · a3 белая пешка · d2 белый король · a1 чёрный конь | a7 чёрная пешка · a5 чёрный король · d4 белая пешка · a3 белая пешка · d2 белый король · a1 чёрный конь | 8 |
| 7 | a7 чёрная пешка · a5 чёрный король · d4 белая пешка · a3 белая пешка · d2 белый король · a1 чёрный конь | a7 чёрная пешка · a5 чёрный король · d4 белая пешка · a3 белая пешка · d2 белый король · a1 чёрный конь | a7 чёрная пешка · a5 чёрный король · d4 белая пешка · a3 белая пешка · d2 белый король · a1 чёрный конь | a7 чёрная пешка · a5 чёрный король · d4 белая пешка · a3 белая пешка · d2 белый король · a1 чёрный конь | a7 чёрная пешка · a5 чёрный король · d4 белая пешка · a3 белая пешка · d2 белый король · a1 чёрный конь | a7 чёрная пешка · a5 чёрный король · d4 белая пешка · a3 белая пешка · d2 белый король · a1 чёрный конь | a7 чёрная пешка · a5 чёрный король · d4 белая пешка · a3 белая пешка · d2 белый король · a1 чёрный конь | a7 чёрная пешка · a5 чёрный король · d4 белая пешка · a3 белая пешка · d2 белый король · a1 чёрный конь | 7 |
| 6 | a7 чёрная пешка · a5 чёрный король · d4 белая пешка · a3 белая пешка · d2 белый король · a1 чёрный конь | a7 чёрная пешка · a5 чёрный король · d4 белая пешка · a3 белая пешка · d2 белый король · a1 чёрный конь | a7 чёрная пешка · a5 чёрный король · d4 белая пешка · a3 белая пешка · d2 белый король · a1 чёрный конь | a7 чёрная пешка · a5 чёрный король · d4 белая пешка · a3 белая пешка · d2 белый король · a1 чёрный конь | a7 чёрная пешка · a5 чёрный король · d4 белая пешка · a3 белая пешка · d2 белый король · a1 чёрный конь | a7 чёрная пешка · a5 чёрный король · d4 белая пешка · a3 белая пешка · d2 белый король · a1 чёрный конь | a7 чёрная пешка · a5 чёрный король · d4 белая пешка · a3 белая пешка · d2 белый король · a1 чёрный конь | a7 чёрная пешка · a5 чёрный король · d4 белая пешка · a3 белая пешка · d2 белый король · a1 чёрный конь | 6 |
| 5 | a7 чёрная пешка · a5 чёрный король · d4 белая пешка · a3 белая пешка · d2 белый король · a1 чёрный конь | a7 чёрная пешка · a5 чёрный король · d4 белая пешка · a3 белая пешка · d2 белый король · a1 чёрный конь | a7 чёрная пешка · a5 чёрный король · d4 белая пешка · a3 белая пешка · d2 белый король · a1 чёрный конь | a7 чёрная пешка · a5 чёрный король · d4 белая пешка · a3 белая пешка · d2 белый король · a1 чёрный конь | a7 чёрная пешка · a5 чёрный король · d4 белая пешка · a3 белая пешка · d2 белый король · a1 чёрный конь | a7 чёрная пешка · a5 чёрный король · d4 белая пешка · a3 белая пешка · d2 белый король · a1 чёрный конь | a7 чёрная пешка · a5 чёрный король · d4 белая пешка · a3 белая пешка · d2 белый король · a1 чёрный конь | a7 чёрная пешка · a5 чёрный король · d4 белая пешка · a3 белая пешка · d2 белый король · a1 чёрный конь | 5 |
| 4 | a7 чёрная пешка · a5 чёрный король · d4 белая пешка · a3 белая пешка · d2 белый король · a1 чёрный конь | a7 чёрная пешка · a5 чёрный король · d4 белая пешка · a3 белая пешка · d2 белый король · a1 чёрный конь | a7 чёрная пешка · a5 чёрный король · d4 белая пешка · a3 белая пешка · d2 белый король · a1 чёрный конь | a7 чёрная пешка · a5 чёрный король · d4 белая пешка · a3 белая пешка · d2 белый король · a1 чёрный конь | a7 чёрная пешка · a5 чёрный король · d4 белая пешка · a3 белая пешка · d2 белый король · a1 чёрный конь | a7 чёрная пешка · a5 чёрный король · d4 белая пешка · a3 белая пешка · d2 белый король · a1 чёрный конь | a7 чёрная пешка · a5 чёрный король · d4 белая пешка · a3 белая пешка · d2 белый король · a1 чёрный конь | a7 чёрная пешка · a5 чёрный король · d4 белая пешка · a3 белая пешка · d2 белый король · a1 чёрный конь | 4 |
| 3 | a7 чёрная пешка · a5 чёрный король · d4 белая пешка · a3 белая пешка · d2 белый король · a1 чёрный конь | a7 чёрная пешка · a5 чёрный король · d4 белая пешка · a3 белая пешка · d2 белый король · a1 чёрный конь | a7 чёрная пешка · a5 чёрный король · d4 белая пешка · a3 белая пешка · d2 белый король · a1 чёрный конь | a7 чёрная пешка · a5 чёрный король · d4 белая пешка · a3 белая пешка · d2 белый король · a1 чёрный конь | a7 чёрная пешка · a5 чёрный король · d4 белая пешка · a3 белая пешка · d2 белый король · a1 чёрный конь | a7 чёрная пешка · a5 чёрный король · d4 белая пешка · a3 белая пешка · d2 белый король · a1 чёрный конь | a7 чёрная пешка · a5 чёрный король · d4 белая пешка · a3 белая пешка · d2 белый король · a1 чёрный конь | a7 чёрная пешка · a5 чёрный король · d4 белая пешка · a3 белая пешка · d2 белый король · a1 чёрный конь | 3 |
| 2 | a7 чёрная пешка · a5 чёрный король · d4 белая пешка · a3 белая пешка · d2 белый король · a1 чёрный конь | a7 чёрная пешка · a5 чёрный король · d4 белая пешка · a3 белая пешка · d2 белый король · a1 чёрный конь | a7 чёрная пешка · a5 чёрный король · d4 белая пешка · a3 белая пешка · d2 белый король · a1 чёрный конь | a7 чёрная пешка · a5 чёрный король · d4 белая пешка · a3 белая пешка · d2 белый король · a1 чёрный конь | a7 чёрная пешка · a5 чёрный король · d4 белая пешка · a3 белая пешка · d2 белый король · a1 чёрный конь | a7 чёрная пешка · a5 чёрный король · d4 белая пешка · a3 белая пешка · d2 белый король · a1 чёрный конь | a7 чёрная пешка · a5 чёрный король · d4 белая пешка · a3 белая пешка · d2 белый король · a1 чёрный конь | a7 чёрная пешка · a5 чёрный король · d4 белая пешка · a3 белая пешка · d2 белый король · a1 чёрный конь | 2 |
| 1 | a7 чёрная пешка · a5 чёрный король · d4 белая пешка · a3 белая пешка · d2 белый король · a1 чёрный конь | a7 чёрная пешка · a5 чёрный король · d4 белая пешка · a3 белая пешка · d2 белый король · a1 чёрный конь | a7 чёрная пешка · a5 чёрный король · d4 белая пешка · a3 белая пешка · d2 белый король · a1 чёрный конь | a7 чёрная пешка · a5 чёрный король · d4 белая пешка · a3 белая пешка · d2 белый король · a1 чёрный конь | a7 чёрная пешка · a5 чёрный король · d4 белая пешка · a3 белая пешка · d2 белый король · a1 чёрный конь | a7 чёрная пешка · a5 чёрный король · d4 белая пешка · a3 белая пешка · d2 белый король · a1 чёрный конь | a7 чёрная пешка · a5 чёрный король · d4 белая пешка · a3 белая пешка · d2 белый король · a1 чёрный конь | a7 чёрная пешка · a5 чёрный король · d4 белая пешка · a3 белая пешка · d2 белый король · a1 чёрный конь | 1 |
|   | a | b | c | d | e | f | g | h |   |

1. Крc3 Кра4 2. d5 Кb3 3. Крс4 Ка5+ 4. Крс5 Кb7+ 5. Крс6 Kd8+ 6. Kpd7 Kf7 7. Кре6 Kg5+ 8. Kpf5 Kf3! (Конь не должен выходить за пределы большого кольца, иначе белые смогут продвинуть пешку «d», например: 8. … Kh7 9. Кре6 Kf8+ 10.Кре7 Kg6+ 11.Kpf6 Kf4 12.Кре5 Kd3+ 13.Kpd4 Ke1 14.d6 и так далее). Теперь король продолжает преследование коня: 9. Кре4 Kd2+ 10. Kpd3 Кb3 11. Крс4 — круг замкнулся. Если 11. … Kd2+, то 12. Kpd3 Kf3 13. Кре4 Kg5+ 14. Kpf5 Kf7 15. Кре6 Kd8+ 16. Kpd7 Kb7 17. Крс6 Ка5+ 18. Kpc5 Kb3+ 19. Kpc4 — движение фигур происходит против часовой стрелки.
|   | a                                                                                     | b                                                                                     | c                                                                                     | d                                                                                     | e                                                                                     | f                                                                                     | g                                                                                     | h                                                                                     |   |
| - | ------------------------------------------------------------------------------------- | ------------------------------------------------------------------------------------- | ------------------------------------------------------------------------------------- | ------------------------------------------------------------------------------------- | ------------------------------------------------------------------------------------- | ------------------------------------------------------------------------------------- | ------------------------------------------------------------------------------------- | ------------------------------------------------------------------------------------- | - |
| 8 | a8 белый король · e6 белый конь · d4 белая ладья · e2 чёрная пешка · g1 чёрный король | a8 белый король · e6 белый конь · d4 белая ладья · e2 чёрная пешка · g1 чёрный король | a8 белый король · e6 белый конь · d4 белая ладья · e2 чёрная пешка · g1 чёрный король | a8 белый король · e6 белый конь · d4 белая ладья · e2 чёрная пешка · g1 чёрный король | a8 белый король · e6 белый конь · d4 белая ладья · e2 чёрная пешка · g1 чёрный король | a8 белый король · e6 белый конь · d4 белая ладья · e2 чёрная пешка · g1 чёрный король | a8 белый король · e6 белый конь · d4 белая ладья · e2 чёрная пешка · g1 чёрный король | a8 белый король · e6 белый конь · d4 белая ладья · e2 чёрная пешка · g1 чёрный король | 8 |
| 7 | a8 белый король · e6 белый конь · d4 белая ладья · e2 чёрная пешка · g1 чёрный король | a8 белый король · e6 белый конь · d4 белая ладья · e2 чёрная пешка · g1 чёрный король | a8 белый король · e6 белый конь · d4 белая ладья · e2 чёрная пешка · g1 чёрный король | a8 белый король · e6 белый конь · d4 белая ладья · e2 чёрная пешка · g1 чёрный король | a8 белый король · e6 белый конь · d4 белая ладья · e2 чёрная пешка · g1 чёрный король | a8 белый король · e6 белый конь · d4 белая ладья · e2 чёрная пешка · g1 чёрный король | a8 белый король · e6 белый конь · d4 белая ладья · e2 чёрная пешка · g1 чёрный король | a8 белый король · e6 белый конь · d4 белая ладья · e2 чёрная пешка · g1 чёрный король | 7 |
| 6 | a8 белый король · e6 белый конь · d4 белая ладья · e2 чёрная пешка · g1 чёрный король | a8 белый король · e6 белый конь · d4 белая ладья · e2 чёрная пешка · g1 чёрный король | a8 белый король · e6 белый конь · d4 белая ладья · e2 чёрная пешка · g1 чёрный король | a8 белый король · e6 белый конь · d4 белая ладья · e2 чёрная пешка · g1 чёрный король | a8 белый король · e6 белый конь · d4 белая ладья · e2 чёрная пешка · g1 чёрный король | a8 белый король · e6 белый конь · d4 белая ладья · e2 чёрная пешка · g1 чёрный король | a8 белый король · e6 белый конь · d4 белая ладья · e2 чёрная пешка · g1 чёрный король | a8 белый король · e6 белый конь · d4 белая ладья · e2 чёрная пешка · g1 чёрный король | 6 |
| 5 | a8 белый король · e6 белый конь · d4 белая ладья · e2 чёрная пешка · g1 чёрный король | a8 белый король · e6 белый конь · d4 белая ладья · e2 чёрная пешка · g1 чёрный король | a8 белый король · e6 белый конь · d4 белая ладья · e2 чёрная пешка · g1 чёрный король | a8 белый король · e6 белый конь · d4 белая ладья · e2 чёрная пешка · g1 чёрный король | a8 белый король · e6 белый конь · d4 белая ладья · e2 чёрная пешка · g1 чёрный король | a8 белый король · e6 белый конь · d4 белая ладья · e2 чёрная пешка · g1 чёрный король | a8 белый король · e6 белый конь · d4 белая ладья · e2 чёрная пешка · g1 чёрный король | a8 белый король · e6 белый конь · d4 белая ладья · e2 чёрная пешка · g1 чёрный король | 5 |
| 4 | a8 белый король · e6 белый конь · d4 белая ладья · e2 чёрная пешка · g1 чёрный король | a8 белый король · e6 белый конь · d4 белая ладья · e2 чёрная пешка · g1 чёрный король | a8 белый король · e6 белый конь · d4 белая ладья · e2 чёрная пешка · g1 чёрный король | a8 белый король · e6 белый конь · d4 белая ладья · e2 чёрная пешка · g1 чёрный король | a8 белый король · e6 белый конь · d4 белая ладья · e2 чёрная пешка · g1 чёрный король | a8 белый король · e6 белый конь · d4 белая ладья · e2 чёрная пешка · g1 чёрный король | a8 белый король · e6 белый конь · d4 белая ладья · e2 чёрная пешка · g1 чёрный король | a8 белый король · e6 белый конь · d4 белая ладья · e2 чёрная пешка · g1 чёрный король | 4 |
| 3 | a8 белый король · e6 белый конь · d4 белая ладья · e2 чёрная пешка · g1 чёрный король | a8 белый король · e6 белый конь · d4 белая ладья · e2 чёрная пешка · g1 чёрный король | a8 белый король · e6 белый конь · d4 белая ладья · e2 чёрная пешка · g1 чёрный король | a8 белый король · e6 белый конь · d4 белая ладья · e2 чёрная пешка · g1 чёрный король | a8 белый король · e6 белый конь · d4 белая ладья · e2 чёрная пешка · g1 чёрный король | a8 белый король · e6 белый конь · d4 белая ладья · e2 чёрная пешка · g1 чёрный король | a8 белый король · e6 белый конь · d4 белая ладья · e2 чёрная пешка · g1 чёрный король | a8 белый король · e6 белый конь · d4 белая ладья · e2 чёрная пешка · g1 чёрный король | 3 |
| 2 | a8 белый король · e6 белый конь · d4 белая ладья · e2 чёрная пешка · g1 чёрный король | a8 белый король · e6 белый конь · d4 белая ладья · e2 чёрная пешка · g1 чёрный король | a8 белый король · e6 белый конь · d4 белая ладья · e2 чёрная пешка · g1 чёрный король | a8 белый король · e6 белый конь · d4 белая ладья · e2 чёрная пешка · g1 чёрный король | a8 белый король · e6 белый конь · d4 белая ладья · e2 чёрная пешка · g1 чёрный король | a8 белый король · e6 белый конь · d4 белая ладья · e2 чёрная пешка · g1 чёрный король | a8 белый король · e6 белый конь · d4 белая ладья · e2 чёрная пешка · g1 чёрный король | a8 белый король · e6 белый конь · d4 белая ладья · e2 чёрная пешка · g1 чёрный король | 2 |
| 1 | a8 белый король · e6 белый конь · d4 белая ладья · e2 чёрная пешка · g1 чёрный король | a8 белый король · e6 белый конь · d4 белая ладья · e2 чёрная пешка · g1 чёрный король | a8 белый король · e6 белый конь · d4 белая ладья · e2 чёрная пешка · g1 чёрный король | a8 белый король · e6 белый конь · d4 белая ладья · e2 чёрная пешка · g1 чёрный король | a8 белый король · e6 белый конь · d4 белая ладья · e2 чёрная пешка · g1 чёрный король | a8 белый король · e6 белый конь · d4 белая ладья · e2 чёрная пешка · g1 чёрный король | a8 белый король · e6 белый конь · d4 белая ладья · e2 чёрная пешка · g1 чёрный король | a8 белый король · e6 белый конь · d4 белая ладья · e2 чёрная пешка · g1 чёрный король | 1 |
|   | a                                                                                     | b                                                                                     | c                                                                                     | d                                                                                     | e                                                                                     | f                                                                                     | g                                                                                     | h                                                                                     |   |

Ложная игра 1. Лe4? Крf1! 2. Лf4+ Крg2! 3. Лe4 Крf1! — позиционная ничья с «вечной» угрозой превращения пешки.
1. Кg5! Крf2 2. Лf4+ Крg3

(2…Крe3 3. Лf3+ Kpd4 4. Ла3/Лf8 e1Ф 5. Кf3+)

3. Лe4!

Ошибочно 3. Лf3+? Крg2 4. Лe3 Крf2 5. Лf3 Крg2 — позиционная ничья с «вечным нападением» и «вечной» угрозой превращения пешки.

 3…Крf2 4. Кh3+ Крf1 5. Лf4 Крg2 6. Лg4+!

Нельзя 6. Лf2+? Крh1! 7. Л:e2 пат.

Крf1 7. Лg1#